# Thomasberg
Pour les articles homonymes, voir Thomas Berger (homonymie).
Thomasberg est une commune autrichienne du district de Neunkirchen en Basse-Autriche.